# Filthy Animals
Filthy Animals var en gruppe af wrestlere i WCW, der eksisterede i to perioder. Første periode var i sidste halvdel af 1999 og starten af 2000, og anden periode var fra maj i 2000 til firmaets lukning i marts 2001.